# Métalloprotéinase
 (décembre 2024).
Si vous disposez d'ouvrages ou d'articles de référence ou si vous connaissez des sites web de qualité traitant du thème abordé ici, merci de compléter l'article en donnant les références utiles à sa vérifiabilité et en les liant à la section « Notes et références ».

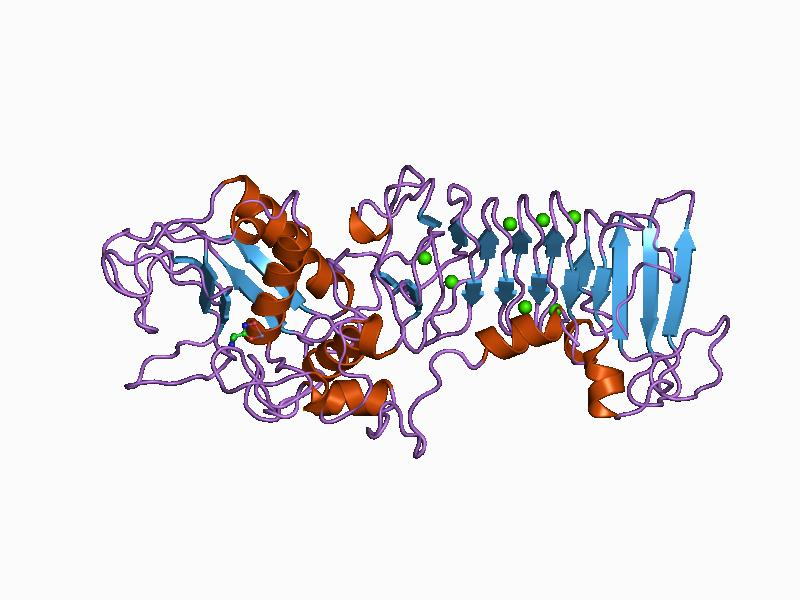
Représentation de dessin animé de la structure moléculaire d'une protéine enregistrée avec le code 1af0.

Les métalloprotéinases (ou métalloprotéases) constituent une famille d'enzyme de la classe des peptidases, appelées ainsi en raison de la présence dans leur site actif d'un ion métallique (zinc, souvent) qui participe à la catalyse de la coupure de la liaison peptidique dans les protéines.
Il existe deux sous-groupes de métalloprotéinases :
1. Les exopeptidases : métalloexopeptidases (EC 3.4.17). Par exemple la méthionine aminopeptidase qui clive la méthionine N-terminale des protéines est une métalloexopeptidase qui contient deux atomes de cobalt dans son site actif
2. Les endopeptidases : métalloendopeptidases (EC 3.4.24). Les métalloprotéinases matricielles sont une classe importante de métallopendopeptidases qui contiennent en général un atome de zinc dans leur site actif.